# عائلة الخربوطلي

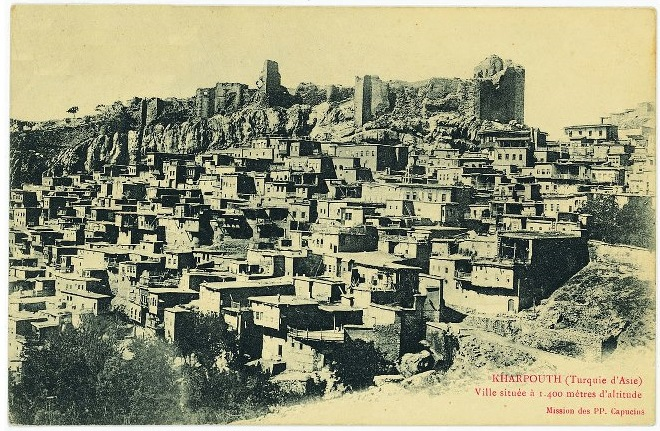
صورة قديمة لقرية خربوط.

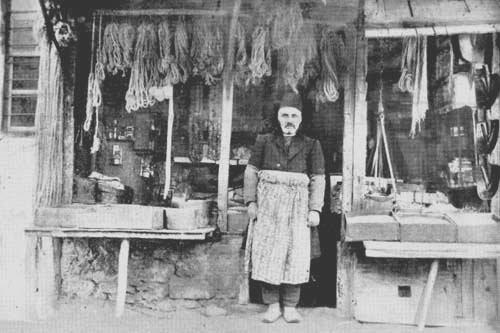
صورة قديمة لبقال من قرية خربوط.

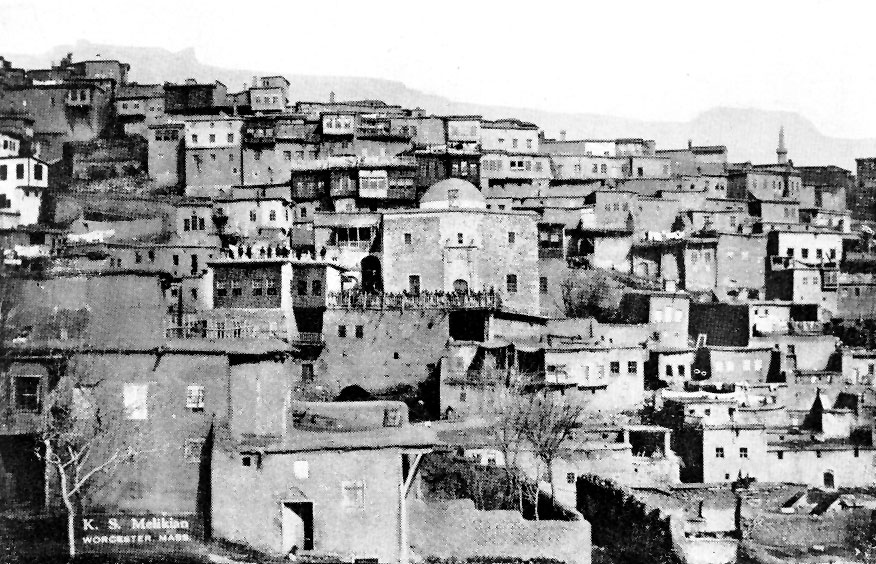
صورة قديمة لقرية خربوط.

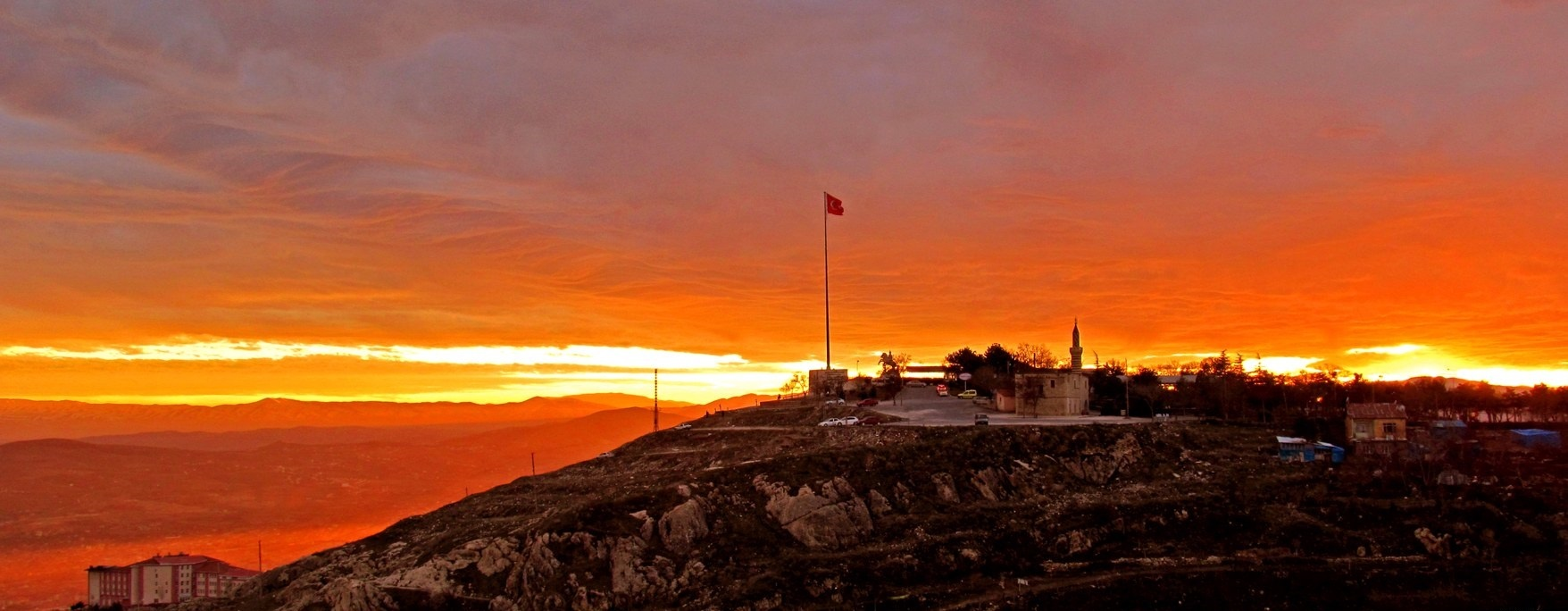
صورة حديثة لقرية خربوط. عام 2015م

الخربوطلي اسم اتخذته بعض العائلات العربية والأرمنية التي كانت تعيش في مدينة معمورة العزيز، والاسم نسبة لاسم المدينة السرياني «خربوط أو حربوط» (بالسريانية: ܚܪܦܘܬ)‏ وتُسمّى بالأرمنية «خرپوت» (بالأرمنية: Խարբերդ)، ويُطلق اليوم على المدينة اسم (بالتركية: Elâzığ)‏، وتقع في منطقة شرق الأناضول وهي عاصمة محافظة إلازِغ.
في العهد العثماني، شهدت بعض مدن الشام مثل دمشق وحلب وطرابلس وصيدا وبيروت، وبعض مدن مصر مثل القاهرة والإسكندرية بعض الأفراد ممن حملوا لقب «خربوتلي» أو «خربوطلي». برز من الأسرة في بلاد الشام ومصر وتركيا الكثير من القيادات السياسية والعسكرية والاقتصادية ورجال العلم والمعرفة.

## التسمية
وخربوطلي (خربطلي – خربتلي) لغة نسبت إلى بعض أجداد الأسرة الذين قدموا من مدينة خربوت السريانية، وهي مدينة تقع اليوم في شرق تركيا في ولاية العزيز بالقرب من نبع دجلة. أطلق عليها العرب اسم «حصن زياد»، وقد اعتقلوا فيها جوسلين القائد الصليبي عام 1122 م، والملك بغدوين عام 1123 م. وكانت المدينة إحدى مدن الأرمن، وقد هجموا على حصن خربوط، وأطلقوا سراح السجينين.

## أفرع العائلة
هناك أفرع للعائلة ما زالت في تركيا وفروع أخرى في بلاد الشام ومصر.

### في الشام
برز من الأسرة قديما في صيدا وبيروت مصطفى أغا الخربوطلي، كما برز حديثا العميد السابق عبد الحميد الخربطلي رئيس المحكمة العسكرية.

### في مصر
هي أحد العائلات التركية الموجودة في مصر ، حيث جائت زوجة (محمد عثمان) بأبنائها الأربعة (خليل عفت) و (على عزت) و (كامل) و (رقية) وانتقلوا إلى مصر.